# Jôf Fuart
Le Jôf Fuart ou Viš en slovène est un sommet des Alpes, à 2 666 m, dans les Alpes juliennes, en Italie (Frioul-Vénétie Julienne).